# Diecezja Tuxpan
Diecezja Tuxpan (łac. Dioecesis Tuxpaniensis) – diecezja Kościoła rzymskokatolickiego w Meksyku, sufragania archidiecezji Jalapa.

## Historia
9 czerwca 1962 roku papież Jan XXIII konstytucją apostolską Non latet erygował diecezję Tuxpan. Dotychczas wierni z tych terenów należeli do diecezji Tulancingo, Papantla i Tampico.

## Ordynariusze
- Ignacio Lehonor Arroyo (1963 - 1982)
- Mario de Gasperín Gasperín (1983 - 1989)
- Luis Gabriel Cuara Méndez (1989 - 2000)
- Domingo Díaz Martínez (2002 - 2008)
- Juan Navarro Castellanos (2009 - 2021)
- Roberto Madrigal Gallegos (od 2021)